# Tony Fruscella
Tony Fruscella (Orangeburg (New York), 4 februari 1927 - New York, 14 augustus 1969) was een Amerikaanse jazztrompettist.

## Biografie
Tony Fruscella werd geboren als kind van Italiaanse arbeidsmigranten. Hij groeide, samen met zijn zus Maria, op in een weeshuis in Greenwich Village. Hij verliet het weeshuis in zijn tienerjaren en leerde trompet spelen. Op 18-jarige leeftijd meldde hij zich aan bij het leger, waar hij als trompettist in de legerband speelde. Rond deze tijd ging hij zich ook steeds meer mengen in het New Yorkse jazzcircuit, waar hij in contact kwam met mede-muzikanten Brew Moore en Chuck Wayne en beroemdheden als Miles Davis. In 1947 trouwde hij met zangeres Morgana King, met wie hij een dochter kreeg. Na zijn huwelijk was de ster van Fruscella rijzende.
In 1948 maakte hij zijn eerste plaatopnamen met saxofonist Chick Maures, pianist Bill Triglia, bassist Red Mitchell en drummer Dave Troy voor het kleine label Century. De opnamen werden echter niet uitgegeven en verschenen pas in 1981 als Debut op plaat.
In 1952 maakte hij opnamen met Kai Winding en Sam Most, in 1953 met Brew Moore, maar de opnamen zorgden niet voor een doorbraak. In 1953 sloot hij zich aan bij de band van Stan Getz. Een jaar later speelde hij kort bij de orkesten van Lester Young, Charlie Barnet en Gerry Mulligan. In 1955 maakte hij een aantal opnamen met Stan Getz, waarna hij werd gevraagd om zelf een album op te nemen. In 1955 bracht hij zijn enige album I'll Be Seeing You uit als bandleider. Het album nam hij op met Allen Eager en Danny Bank en werd gearrangeerd door Fruscella met mede-trompettist Phil Sunkel. Het album verscheen bij Atlantic Records. Als single werd het titelnummer I'll Be Seeing You verkozen. Hoewel het album van hoge kwaliteit was, werd het niet opgepikt en raakte het al snel in de vergetelheid.
In 1956 scheidde Fruscella van King, waarna zijn carrière door drugs- en alcoholproblemen, waar hij al langer mee kampte, in een negatieve spiraal terecht kwam. Hij speelde eind jaren 1950 onder andere nog samen met Don Joseph. Uit deze jaren is nog een liveopname van hem bekend uit 1959 met zijn Tony Fruscella Quintet, waarin onder andere Phil Woods speelde, maar begin jaren 1960 weerhielden zijn verslavingsproblemen hem van optredens. Daarnaast zwierf hij door het New Yorkse jazzcircuit en kwam zo onder andere onder de aandacht van Jack Kerouac, die hem noemt in het verhaal New York Scenes uit zijn boek Lonesome Traveler. 
In de jaren 1960 raakte Fruscella in de schulden en leidde hij een zwervend bestaan, terwijl zijn leefstijl zijn tol begon te eisen. Op 3 augustus 1969 nam hij met gitarist Bill Keck nog een laatste nummer op, een cover van Lover Man (Oh, Where Can You Be?) van Billie Holiday. Elf dagen later, op 14 augustus, overleed Fruscella op 42-jarige leeftijd aan de gevolgen van zijn jarenlange verslavingen.

## Discografie

### Albums
- 2008:	Tony Fruscella (Rhino/Wea) (origineel uitgebracht in 1955)
- 2005:	Tony's Blues (Cool & Blue)
- 2004:	Pernod with Stan Getz (Jazz Factory Spain)
- 2004:	Night at the Open Door (Jazz Factory Spain) (Live)
- 2001:	Brooklyn Jam 1952 (M&I Japan)

### Boxsets en compilaties
- 1999:	Tony Fruscella: The Complete Works (Jazz Factory Spain)	Album listing: studioopnamen (2 cd's); liveopnamen (2 cd's)

Also appears on
- 2007:	Atlantic Top 60: Jazz, Jive and Strut (Atlantic Recording Corp./Rhino)
- 1983:	Simple Isn't Easy (Sunnyside) bonusnummer: Featuring Tony Fruscella
- 1981:	Bebop Revisited, Vol. 3 (Xanadu 172)

### Met Stan Getz
- 1953-1955, 1957: Stan Getz and the Cool Sounds (Verve)